# Thelcticopis moolampilliensis
Thelcticopis moolampilliensis is een spinnensoort in de taxonomische indeling van de jachtkrabspinnen (Sparassidae).
Het dier behoort tot het geslacht Thelcticopis. De wetenschappelijke naam van de soort werd voor het eerst geldig gepubliceerd in 2007 door Jose & Sebastian.